# Vocabulario de catálogo de datos
Vocabulario de catálogo de datos (DCAT, por sus siglas en inglés) es un vocabulario RDF diseñado para facilitar la interoperabilidad entre catálogos de datos publicados en la Web. Al utilizar DCAT para describir conjuntos de datos, las entidades que publican los mismos pueden aumentar la capacidad de ser descubiertos. Asimismo, permite que distintas aplicaciones puedan consumir los metadatos de múltiples catálogos, así como la publicación descentralizada de catálogos y facilita la búsqueda de conjuntos de datos federados entre catálogos. Los metadatos DCAT agregados pueden servir como un manifiesto, para facilitar la preservación digital.
El vocabulario DCAT fue desarrollado inicialmente en el Digital Enterprise Research Institute (DERI), como una idea de Vassilios Peristeras y su alumno de maestría Fadi Maali junto con Richard Cyganiak. El vocabulario fue desarrollado aún más por el Grupo de Interés sobre eGov (gobierno electrónico) de la W3C y luego llevado a la vía de recomendación por el Grupo de Trabajo sobre "Datos Vinculados al Gobierno" del W3C. DCAT es la base para las descripciones de conjuntos de datos abiertos en el sector público de la Unión Europea y fue adaptado por el programa ISA de la Comisión Europea. A El informe de 2022 revisa el cumplimiento de DCAT ‑ AP en los portales de datos nacionales.  : 77–79 
DCAT v2 se publicó como recomendación del W3C el 4 de febrero de 2020. Esta segunda versión agrega soporte para catalogar servicios de datos o API y tiene un mayor soporte para expresar relaciones entre conjuntos de datos. Además, incluye una alineación con Schema.org.
Como DCAT es extensible, se han creado extensiones más específicas en los dominios estadísticos y de  geodatos.
Se encuentra disponible en la materia DCAT-AP como un programa Smart Data Models, gracias a la portabilidad con licencia de código abierto de la versión DCAT-AP 2.0.1 (que es compatible con el estándar API NGSI-LD).